# 巴布多
巴布多是葡萄牙布拉加区的一个堂区。总面积4.82平方公里，总人口1848人，人口密度383.4人/平方公里。